# Похмурский, Василий Иванович
Василий Иванович Похмурский (02 августа 1933 — 10 декабря 2023) — советский и украинский материаловед, доктор технических наук (1972), профессор (1973), член-корреспондент АН УССР/АНУ/НАНУ (1990).

## Биография
Родился 02 августа 1933 года в селе Бортков Золочевского повета Тернопольского воеводства, сейчас Золочевский район Львовской области Украины.
Окончил Львовский политехнический институт, горнопромышленный факультет (1956). В 1956—1961 годах работал на Черновицком машиностроительном заводе в должностях от инженера до заместителя главного конструктора и начальника конструкторского бюро.
С 1961 года в Физико-механическом институте АН УССР (ФМИ имени Г. В. Карпенко НАНУ, г. Львов): младший, старший научный сотрудник, с 1970 года зав. отделом, с 1996 года зам. директора по научной работе, последняя должность — главный научный сотрудник.
В 1964 году защитил кандидатскую диссертацию на тему «О некоторых изменениях механических и коррозионных свойств сталей в связи с их термомеханической обработкой при применении деформации кручения». В 1971 году защитил докторскую диссертацию «Влияние некоторых диффузионных покрытий на структурно-напряженное состояние и прочность сталей в различных условиях».
Доктор технических наук (1972), профессор (1973), член-корреспондент АН УССР / АНУ / НАНУ (1990).
Заслуженный деятель науки и техники Украины (1998). Лауреат премии Совета Министров СССР (1983). Лауреат премии АН УССР имени Г. В. Карпенко 1988 года — за монографию «Коррозийная усталость металлов».
Умер 10 декабря 2023 года.

## Сочинения
- Коррозионно-усталостная прочность сталей и методы её повышения [Текст] / АН УССР. Физ.-мех. ин-т. — Киев : Наук. думка, 1974. — 186 с. : ил.; 22 см.
- Влияние водорода на процессы деформирования и разрушения железа и стали [Текст] / В. И. Похмурский, М. М. Швед, Н. Я. Яремченко ; АН УССР, Физ.-мех. ин-т. — Киев : Наук. думка, 1977. — 60 с., 2 л. ил. : граф.; 21 см.
- Коррозионная усталость металлов / В. И. Похмурский. — Москва : Металлургия, 1985. — 206 с. : ил.; 22 см.
- Повышение долговечности деталей машин с помощью диффузионных покрытий / В. И. Похмурский, В. Б. Далисов, В. М. Голубец. — Киев : Наук. думка, 1980. — 187 с. : ил.; 20 см.
- Похмурський В.І., Хома М. С. Корозійна втома металів і сплавів. Львів: Сполом, 2008. 304 с.
- Мелехов Р. К., Похмурський В. І. Конструкційні матеріали енергетичного обладнання. — Киев: Наук. думка, 2003. — 373 с.